# Coq de Java
Pour les articles homonymes, voir Java, Java Américaine et Java (poule).
Gallus varius
Espèce
Statut de conservation UICN

 LC  : Préoccupation mineure
Répartition géographique
Gallus varius
G. gallus (sympatrique)
G. lafayettii
G. sonneratii
Le Coq vert de Java (Gallus varius) est une espèce d'oiseaux de la famille des Phasianidae.
C'est un ascendant partiel de certaines races de poules domestiques : Cela se remarque le plus souvent sur la structure du plumage, chez des races comme la Sumatra par exemple.

## Description

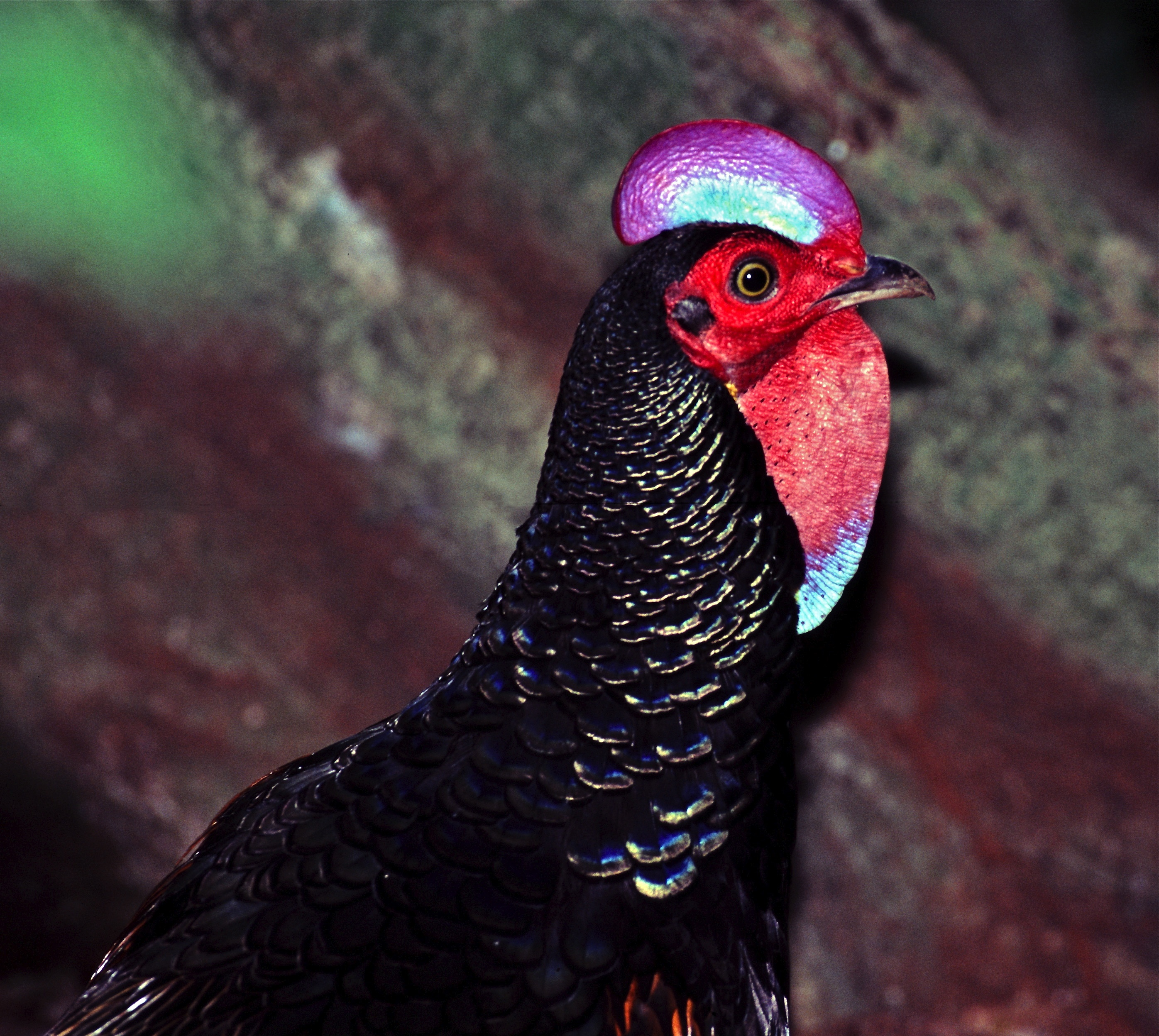
Détail de la tête du coq

Cet oiseau est le plus vivement coloré du genre Gallus, avec une crête non dentelée tricolore (verte, bleue puis rouge au sommet) et un barbillon unique (jaune, rouge et bleu). Les plumes du camail sont noires, courtes, larges, arrondies et liserées bleues et vertes. Les lancettes sont abondantes et développées, de couleur vert foncé bordé de jaune.
Ces oiseaux vivent en petits groupes de 2 à 5 individus, dirigés par un mâle dominant.
Cette espèce vole très bien sur 4 à 6 mètres de haut.

### Dimorphisme sexuel

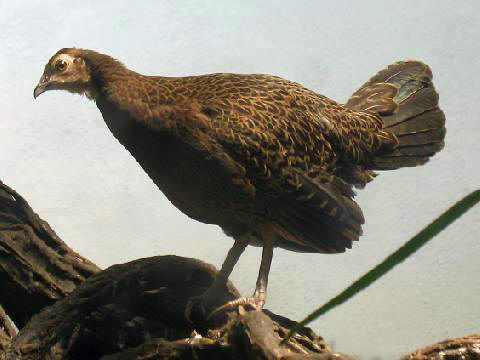
poule

Comme tous les phasianidés, le dimorphisme sexuel est très marqué : le coq est plus grand et vivement coloré avec des ergots sur les tarses, alors que la poule est plus petite et plus terne, afin de se camoufler lors de la couvaison.
La crête est développée et colorée chez le coq, alors que celle de la poule est quasi inexistante.

## Reproduction
- Les coqs de cette espèce atteignent leur pleine maturité à 2 ans.

Les couples restent fidèles à vie.
La poule construit son nid dans un endroit isolé de ses prédateurs (souches d'arbres creux, terriers abandonnés, dans les broussailles et les buissons...), généralement au niveau du sol car les poussins sont nidifuges.
Seule la poule se charge de la couvaison, durant environ 21 à 24 jours de trois à cinq œufs à coquille blanche avec de légères nuances de gris ou jaune, pondus bien sûr au rythme d'un par jour, mais les poussins "synchronisent" leur éclosion. Seulement environ 60 % des œufs couvés donneront naissance à un poussin.
Durant cette période, la poule quitte le nid furtivement pour se nourrir et s'abreuver  afin de conserver la chaleur nécessaire au bon développement des embryons.
Une fois éclos, les poussins pourront voler au bout d'une semaine et resteront souvent plusieurs années avec leurs parents.
Leur mère, les premières semaines, gratte le sol à la recherche de nourriture (végétaux, insectes, mollusques...) afin de leur "apprendre" tout en leur distribuant ses "trouvailles" et la nuit tombante, ils se réfugient sous elle afin de rester au chaud et d'être en sécurité.

Durant la couvaison, le coq surveille attentivement sa ou ses poules et les protège d'éventuels prédateurs, avec acharnement jusqu'à la mort si nécessaire, usant de son bec et de ses ergots.
Une foi les œufs éclos, il surveille attentivement sa progéniture, leur distribuant les petites proies qu'il trouve.

### Hybridation avec les poules domestiques

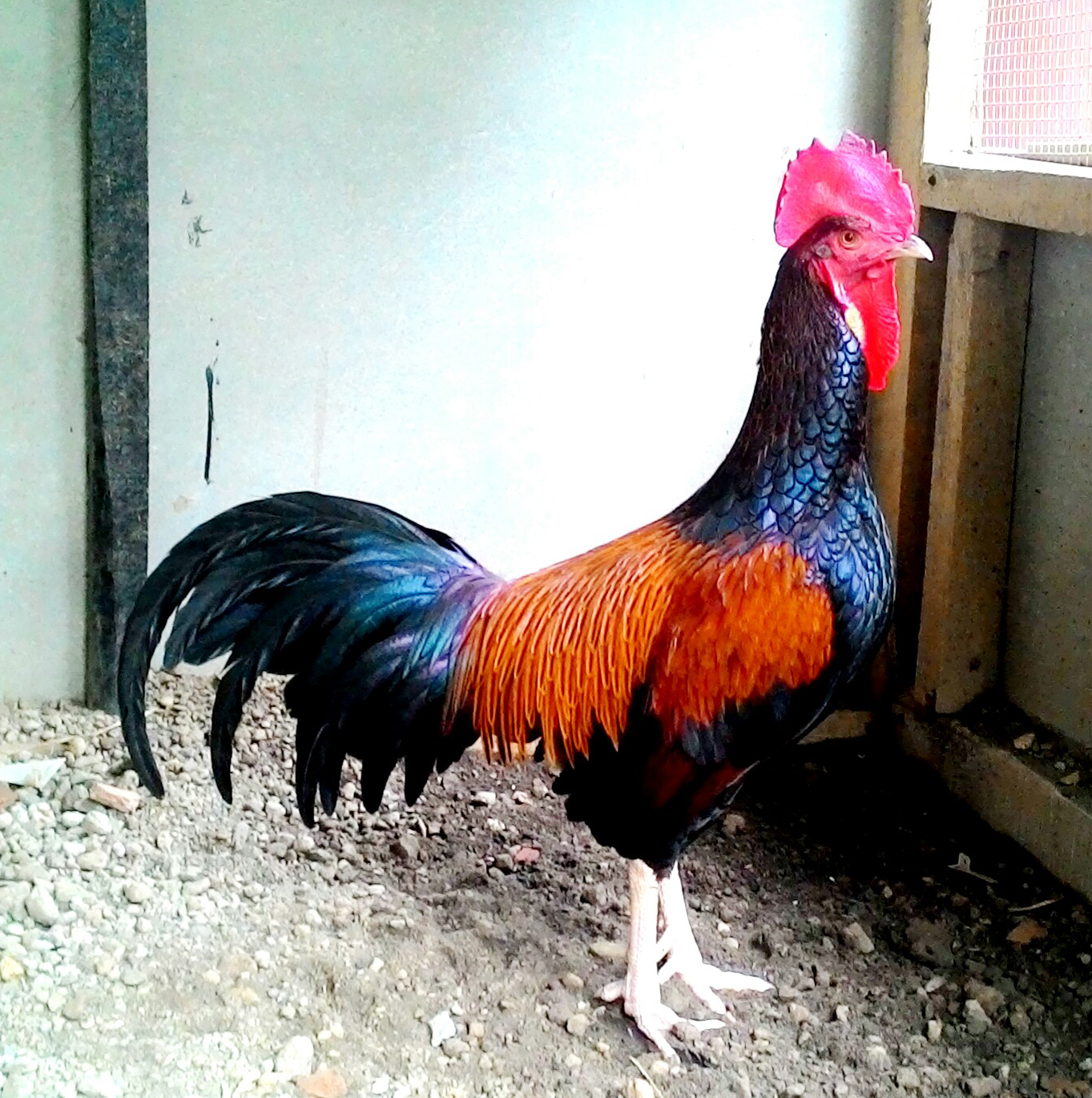
Coq hybride, dénomé "Bekisar" en Indonésie

Des hybrides entre Gallus varius et le poulet domestique (Gallus gallus domesticus) ont dérouté plusieurs ornithologues du 19e siècle. Le plumage de ces hybrides est si différent des couleurs et des motifs de l’une ou l’autre des espèces parentes qu’ils ont été considérés comme des espèces distinctes. Le naturaliste et biologiste anglais Charles Darwin (1809-1882) a voulu comprendre s’il s’agissait d’hybrides ou d’espèces, dans le cadre de ses recherches sur l’origine du poulet domestique.
Seul les hybrides mâles de première générations sont fertiles.

## Répartition
Cet oiseau vit sur les îles de Java (partie orientale), Bali, Komodo, Lombok, Sumbawa ainsi que sur les petites îles environnantes où le climat est chaud et humide toute l'année sous des températures autour de 30 °C.

### Habitat

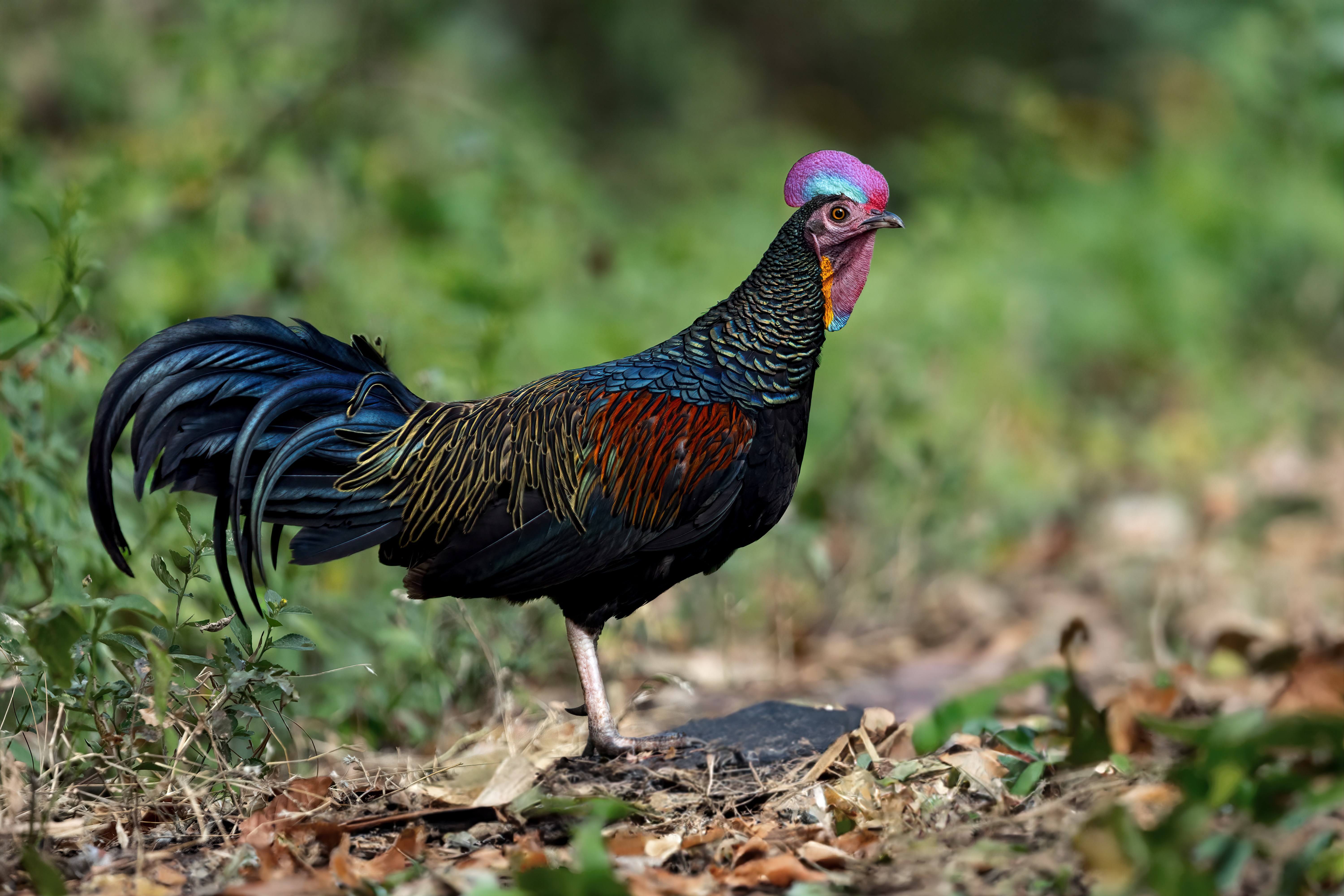
Coq

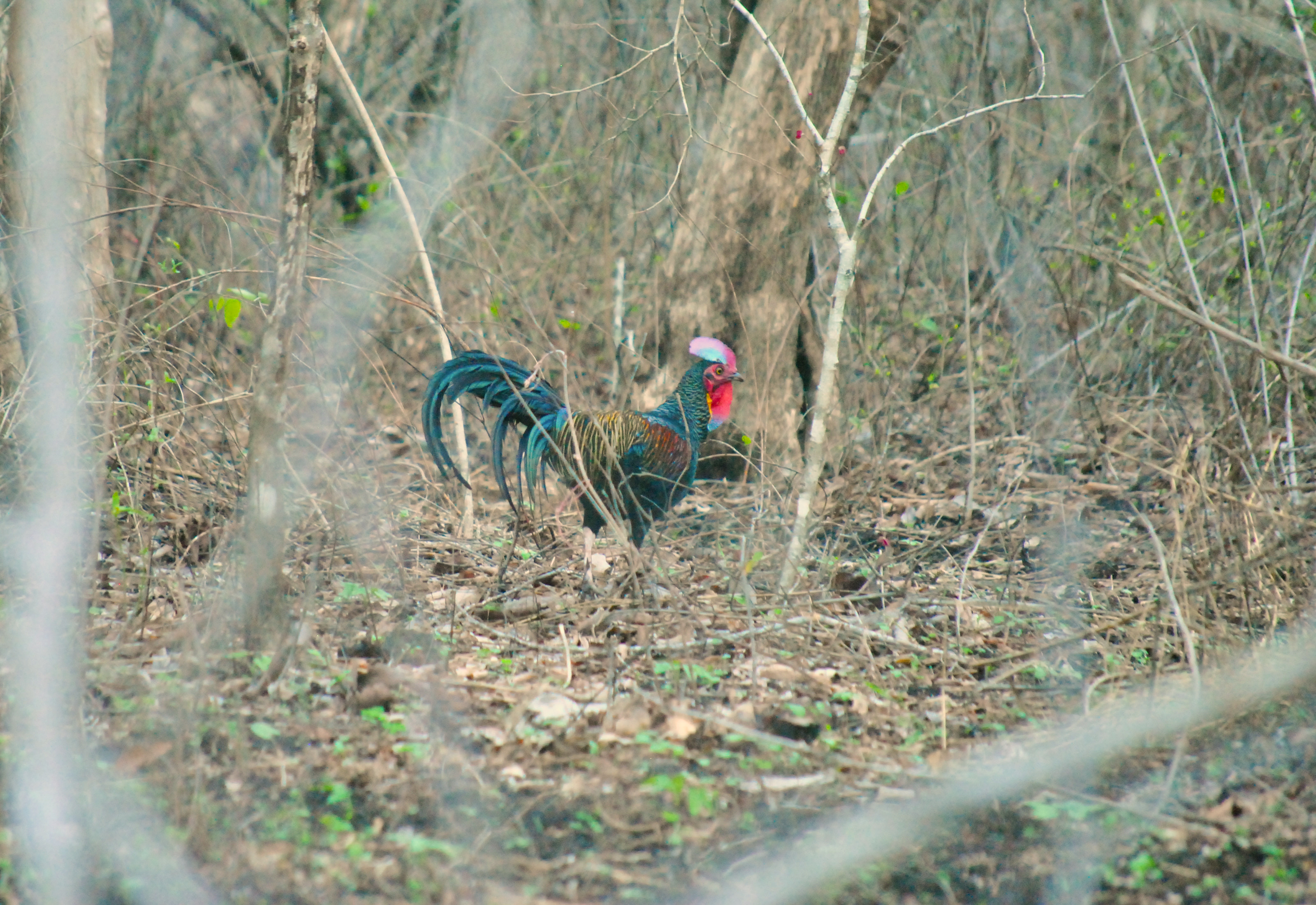
Coq dans le Parc national de Baluran, Java oriental (Indonésie).

Cet oiseau habite les régions côtières et les vallées semi-arides : les mangroves, les plages, les rizières et les grottes.

## Régime alimentaire
Essentiellement carnivore, cette espèce se nourrit principalement d'espèces invertébrées marines et côtières (mollusques, crustacés, méduses, étoiles de mer, puces d'eau, termites, larves d'insectes...)